# Pentace hirtula
Pentace hirtula är en malvaväxtart som beskrevs av Ridley. Pentace hirtula ingår i släktet Pentace och familjen malvaväxter. Inga underarter finns listade i Catalogue of Life.